# Pseudonicsara karimui
Pseudonicsara karimui är en insektsart som beskrevs av Sigfrid Ingrisch 2009. Pseudonicsara karimui ingår i släktet Pseudonicsara och familjen vårtbitare. Inga underarter finns listade i Catalogue of Life.